# Chris Wormley
Christopher Keith Wormley (Toledo, Ohio, 25 de octubre de 1993) más conocido como Chris Wormley, es un jugador profesional estadounidense de fútbol americano que se desempeña en la posición de defensive end en Carolina Panthers, equipo de la National Football League (NFL).

## Carrera
Fue seleccionado en la tercera ronda en la Reunión Anual de Selección de Jugadores de la NFL de 2017. Hizo su debut profesional con el equipo Baltimore Ravens, en el cual jugó tres temporadas (2017-2020), después pasó a Pittsburgh Steelers (2020-2023), luego a Carolina Panthers, donde lleva jugando una temporada.